# Mimosa monancistra
El gatuño o uña de gato (Mimosa monancistra Benth.) es un arbusto mexicano perteneciente al género Mimosa. Forma parte del bosque subtropical caducifolio. Se ha analizado su utilización para la recuperación ecológica de suelos y ambientes maltratados por la actividad humana.

## Descripción
Es un arbusto de que varía entre el medio y los tres metros de altura, las ramas jóvenes son estriadas o acostilladas; las ramas maduras tienden a ser rollizas, armadas con aguijones infraestipulares solitarios. Las hojas son compuestas, con foliolos de 5 a 9 pares de 2 a 5,5 milímetros de longitud.
Las inflorescencias están formadas por 42 a 56 flores, estas son bisexuales, sésiles y axilares. La corola es de color púrpura y los estambres con filamentos color lila. La legumbre es oblonga, curvada de 2,5 a 4,5 cm de largo y se encuentra comprimida entre las semillas.

## Ecología
Se encuentran formando parte de la vegetación secundaria derivada del bosque tropical caducifolio mexicano y llegan a ser uno de los elementos dominantes en los matorrales xerófilos. Florece de mayo a noviembre y fructifica de septiembre a febrero.
Controlan la erosión, al favorecer el crecimiento de gramíneas debajo de su dosel, infiltran agua de lluvia, mejoran los suelos con su hojarasca, como leguminosas son capaces de fijar nitrógeno, y funcionan como cortina rompevientos, seto vivo y ornamentales. Ha despertado interés junto con otros géneros de mimosas y acacias para ser utilizadas experimentalmente como modelos biológicos en procesos de recuperación ecológica en suelos. Desde el punto de vista biológico y ecológico el género Mimosa, como así también otras leguminosas, son un grupo funcional muy importante dentro de los ecosistemas debido a que desarrollan nódulos fijadores de nitrógeno en sus raíces al asociarse con bacterias del género Rhizobium, lo que les brinda la capacidad de enrriquecer el suelo, y gracias a su sistema de raíces tan profuso, evitar que se pierda.
Se considera a varias especies de Mimosa como importantes oportunistas en suelos maltratados por la actividad humana, ya que sus semillas germinan entre el segundo y cuarto día después de la siembra y a que las plántulas crecen muy rápidamente (de 0,2 a 1 cm diarios), y son resistentes a la tala y a la quema ya que se regeneran vegetativamente a partir de tocones y raíces. Se consideran elementos importantes en la recuperación de sitios perturbados y en terrénos agrícolas abandonados, debido a su capacidad de crecer en suelos pobres en nitrógeno, al tiempo que sirven para su mejoramiento, evitan la erosión, facilitan la penetración y retención de agua y ayudan al establecimiento de otras especies vegetales. Además brindan refugio, semillas y forraje a animales domésticos y silvestres.